# Compress
compress는 LZW 압축 알고리즘 기반의 유닉스 셸 압축 프로그램이다. gzip, bzip2 등 더 현대적인 압축 유틸리티와 비교하면 compress는 수행 속도가 더 빠르고 메모리 사용률이 더 낮은 편이지만 상대적으로 낮은 압축률을 보인다.
반면, uncompress 유틸리티는 compress 유틸리티를 사용하여 압축한 뒤 원래 상태로 파일을 복원하기 위해 사용된다. 파일을 지정하지 않으면 표준 입력의 압축이 표준 출력으로 해제된다.

## 같이 보기
- 데이터 압축
- 그림 압축